# Kimongo
Kimongo är ett distrikt i Kongo-Brazzaville. Det ligger i departementet Niari, i den sydvästra delen av landet, 260 km väster om huvudstaden Brazzaville.